# Simon-Louis de Lippe
Simon-Louis, Comte de Lippe (14 mars 1610, au Château de Frein – 8 août 1636 à Detmold), est comte de Lippe-Detmold de 1627 jusqu'à sa mort.

## Biographie
Il est le second fils du comte Simon VII de Lippe et de sa première épouse Anne-Catherine de Nassau-Wiesbaden.
Lorsque son père meurt en 1627, Simon, Louis, est encore mineur. Son beau-père, le comte Christian de Waldeck est choisi comme régent et tuteur. Son oncle paternel, le comte Othon de Lippe-Brake n'est pas disponible, en raison de la relation tendue entre Lippe-Detmold et de Lippe-Frein. Son oncle maternel, Jean-Louis de Nassau-Hadamar, n'a pas été demandé, parce qu'il est catholique.
Simon-Louis fait un Grand Tour. Sa tournée commence en 1627 et l'amène à Prague, en France, en Angleterre et aux Pays-bas. Il retourne à Detmold en 1631, et demande à l'Empereur Ferdinand II d'être déclaré majeur.
Influencé par son chancelier Christoph Deichmann, Simon Louis s'éloigne progressivement de la prudente politique de neutralité de son père, et se rapproche de la Suède. Cela le met en conflit avec les troupes impériales, sans pour autant avoir le soutien de son allié. Les Suédois exigent des approvisionnements alimentaires et les troupes impériales exigent de l'argent. En 1634, le château de Schwalenberg est attaqué et pillé et en 1636, la même chose arrive au château de Varenholz.
Simon Louis est mort de la variole à l'âge de 26 ans, le 8 août 1636 à Detmold. Il est remplacé en tant que comte de Lippe-Detmold par son fils aîné, Simon Philippe. Comme il est encore mineur, le comte Christian de Waldeck est nommé régent de nouveau.

## Mariage et descendance
Le 19 juin 1631, Simon-Louis épouse la comtesse Catherine de Waldeck (1612-1649), la fille de son tuteur, le comte Christian de Waldeck, et aussi la plus jeune sœur de sa belle-mère, Marie-Madeleine (1606-1671). Simon-Louis et Catherine ont trois fils:
- Simon-Philippe de Lippe (1632-1650)
- Herman Otto (1633-1646)
- Christian Louis (1636-1646)